# Banskobystrický pivovar
Banskobystrický pivovar (pol. Browar Bańskobystrzycki) – słowacki browar regionalny, mający swą siedzibę w mieście Bańska Bystrzyca.
Tradycja warzenia piwa w tym rejonie sięga XVI wieku – w 1524 król Ludwik II Jagiellończyk nadał miastu przywilej warzenia piwa pszenicznego (choć piwo produkowano tam już wcześniej). W XVII wieku nastąpił gwałtowny rozwój browarnictwa i działało ponad 80 browarów. Produkcja na skalę przemysłową ruszyła w II połowie XIX wieku – w 1871 w Bańskiej Bystrzycy stanął nowy miejski browar. Roczna produkcja wynosiła wtedy około 5 tys. hektolitrów (praktycznie wszelkie prace wykonywano w nim ręcznie) – piwa pod nazwą Banskobystrický Porter i Ležiak cieszyły się dobrą opinią i były eksportowane m.in. do Wiednia i Budapesztu.
Właścicielem browaru była rodzina Heritzów, od której w 1942 zakupił go Jan Beňusz i dokonał modernizacji, zwiększając produkcję do 20 tys. hektolitrów rocznie (z którego i tak jedynie 5% sprzedawano w samym mieście).
Po 1945 zakłady znacjonalizowano i w dalszym ciągu zwiększano możliwości produkcyjne. W 1968 rozpoczęto budowę nowego, współczesnego browaru, który rozpoczął działalność w roku 1971 pod nazwą Browar Urpin oraz zdolnością do wytwarzania 350 tys. hektolitrów piwa rocznie. Obecnie do jego historii nawiązuje spółka Banskobystrický pivovar, a.s., zawiązana w 2007, która dokonała poważnej rekonstrukcji przedsiębiorstwa.
Browar w Bańskiej Bystrzycy jest największym browarem regionalnym na Słowacji.

## Produkty
- Urpiner 10° Classic – výčapné pivo svetlé, 4% obj. alkoholu,
- Urpiner 11° Kaprál – ležiak výčapný polotmavý, 4,5% obj. alkoholu,
- Urpiner 12° Premium – ležiak svetlý, 5% obj. alkoholu,
- Urpiner 16° Exclusive – eksluzívny ležiak svetlý, 6,5% obj. alkoholu,
- Urpiner 11° Dark – ležiak výčapný tmavý, 4,5% obj. alkoholu
- Urpiner Nealko – piwo bezalkoholowe do 0,5% obj. alkoholu,
- Urpiner Radler – radler cytrynowy, 2,3% obj. alkoholu,
- Urpiner Cherry – o smaku wiśniowym, 2,3% obj. alkoholu,
- Urpiner Red Organge – czerwone pomarańcze, 2,3% obj. alkoholu,
- Urpiner Mojito – o smaku mięty, 2,3% obj. alkoholu,
- Urpiner Radler Nealko – radler bezalkoholowy do 0,5% obj. alkoholu,
- Urpiner Cherry Nealko – do 0,5% obj. alkoholu.

Nazwa piw pochodzi od wzgórza Urpín (510 m n.p.m.), znajdującego się na terenie Bańskiej Bystrzycy, niedaleko Starego Miasta. Jak wiele piw na Słowacji, sprzedawany był jedynie w butelkach oraz w kegach; od niedawna można też kupić produkty puszkowe (jedynie Urpiner 12° i Radler).